# Hubert Pallhuber
Hubert Pallhuber (Brunico, 17 settembre 1965) è un ex mountain biker italiano.
Nel 1997 è stato campione del mondo élite nella specialità del cross country.

## Palmarès
- 1997

Campionati del mondo, Cross country (Château-d'Œx)
- 1998

7ª prova Coppa del mondo (Conyers)

## Piazzamenti

### Competizioni mondiali
- Campionati del mondo

Cairns 1996 - Cross country: 3º
Château-d'Œx 1997 - Cross country: vincitore
Mont-Sainte-Anne 1998 - Cross country: 8º
Sierra Nevada 2000 - Cross country: 8º
Kaprun 2002 - Cross country: 7º
- Giochi olimpici

Sydney 2000 - Cross country: 31º